# 前高龙华古墓
前高龙华古墓是中国河北省沧州市高川乡前高龙华村内的一处汉代古墓，椭圆形封土，高8米，东西向52米，南北向36米，占地1510平方米。据说系汉末三国时袁绍之墓。1993年7月15日被公布为省级文物保护单位。